# Rzeźba Atom we Wrocławiu
Rzeźba Atom – rzeźba plenerowa autorstwa Romana Pawelskiego znajdująca się we Wrocławiu przy ulicy Fryderyka Joliot-Curie na osiedlu Plac Grunwaldzki w dawnej dzielnicy Śródmieście. Wykonana została w 1974 r. a odsłonięcia dokonano w 1975 r. Jej położenie nawiązuje do otaczających teren, na którym została ustawiona, budynków Uniwersytetu Wrocławskiego, w szczególności obiektów Wydziału Chemii oraz Wydziału Biotechnologii.

## Rzeźba plenerowa
W odniesieniu do niej oprócz określenia Rzeźba Atom , spotyka się także określenie Ażurowa kula, czy po prostu Atom . Została wykonana w 1974 r., a odsłonięta w 1975 r.  . Położona jest w otoczeniu kampusu należącego do Uniwersytetu Wrocławskiego. Rzeźba jest niewątpliwie nawiązaniem do położonego tu Wydziału Chemii Uniwersytetu Wrocławskiego, a w kolejnych latach podkreśla się także nawiązanie do nowo utworzonego Wydziału Biotechnologii. Pomnik wykonany został ze zbrojonego betonu (żelbet), barwionego. Jego forma odzwierciedla model atomu   .
Ma formę w kształcie kuli, o barwie białej, której średnica wynosi około 2,5 m. Taka forma bryły obiektu bywa określana jako zagadkowa i absolutnie doskonała, platońska, ale w tym przypadku z pewnymi dewiacjami. Jedną z nich jest niewątpliwie charakterystyczne przewiercenie o bardzo piękniej formie, przez które można zobaczyć wieżę Katedry Wrocławskiej, co przywodzi na myśl analogię do lunety. Można spotkać opinie, że był to genialny pomysł autora, który umożliwił uczłowieczyć opisaną kulę i że możemy być wdzięczni za taką zagadkę. Ponosi się także aspekty widoczności kuli nie tylko na tle zabudowy kampusu, ale przy spacerze na prawym brzegu rzeki także na tle Ostrowa Tumskiego.
W studium uwarunkowań i kierunków zagospodarowania przestrzennego dla miasta Wrocławia z 2018 r. obiekt został uznany za dobro kultury współczesnej.

## Autor
Autor pomnika, Roman Pawelski    , jest absolwentem wrocławskiej Państwowej Wyższej Szkoły Sztuk Plastycznej, późniejszym wykładowca na Wydziale Architektury Politechniki Wrocławskiej  . Roman Pawelski był profesorem tej uczelni . Pośród innych dokonań artysty można wymienić takie dzieła jak Pomnik Tysiąclecia Państwa Polskiego w Sobótce oraz rzeźba zatytułowana „Leżąca” .

## Położenie i otoczenie
Jak wyżej wspomniano rzeźba znajduje się we Wrocławiu przy ulicy Fryderyka Joliot-Curie na osiedlu Plac Grunwaldzki w dawnej dzielnicy Śródmieście  . Posadowiona jest przy ulicy Fryderyka Joliot-Curie, po jej północno-wschodniej stronie. Po przeciwnej stronie ulicy znajduje się koryto rzeki Odra, jej ramienia bocznego nazywanego Odrą Główną, odcinek Odra Górna. Wobec takiego usytuowania ulicy cała zabudowa znajduje się po jej północno-wschodniej stronie. Najbliższe otoczenie rzeźby to skwer, któremu nadano nazwę Skwer Bogusławy Jeżowskiej-Trzebiatowskiej. Jest on otoczony budynkami wchodzącymi w skład kampusu Uniwersytetu Wrocławskiego: Biblioteki Uniwersyteckiej po stronie północno-zachodniej, Wydziału Chemii i Wydziału Biotechnologii po stronie północno-wschodniej oraz Instytutu Informatyki po stronie południowo-wschodniej, względem wskazanego skweru . Sama ulica, przy której ustawiona jest rzeźba, uznawana jest za bulwar o charakterze ogólnomiejskim z liniowymi formami zieleni jak szpalery, a odcinek rzeki kwalifikowany jest w sektorze  wielofunkcyjnym z możliwością lokalizacji przystani.